# Kom wat dichterbij
Kom wat dichterbij (styl. Kom Wat Dichterbij) – singel holenderskiego piosenkarza Jake’a Reese i flamandzkich muzyków Regiego i Olivii wydany 13 marca 2020 roku. Został nagrany na potrzeby programu telewizyjnego Liefde voor muziek.

## Odbiór komercyjny
Singel dostał się na szczyt belgijskich list przebojów – Ultratop 50 Singles, Ultratop 50 Airplay i Ultratop Vlaamse top 50. Dostał się również na szczyt belgijskiej listy iTunes, na 2. pozycję Apple Music i 3. Spotify.

## Listy utworów
| Digital download / media strumieniowe | Digital download / media strumieniowe | Digital download / media strumieniowe |
| Nr                                    | Tytuł utworu                          | Długość                               |
| ------------------------------------- | ------------------------------------- | ------------------------------------- |
| 1.                                    | „Kom wat dichterbij”                  | 3:24                                  |

| Digital download / media strumieniowe – wersja instrumentalna | Digital download / media strumieniowe – wersja instrumentalna | Digital download / media strumieniowe – wersja instrumentalna |
| Nr                                                            | Tytuł utworu                                                  | Długość                                                       |
| ------------------------------------------------------------- | ------------------------------------------------------------- | ------------------------------------------------------------- |
| 1.                                                            | „Kom wat dichterbij” (Instrumental)                           | 3:26                                                          |

| Digital download / media strumieniowe – Mark with a K Remix | Digital download / media strumieniowe – Mark with a K Remix | Digital download / media strumieniowe – Mark with a K Remix |
| Nr                                                          | Tytuł utworu                                                | Długość                                                     |
| ----------------------------------------------------------- | ----------------------------------------------------------- | ----------------------------------------------------------- |
| 1.                                                          | „Kom wat dichterbij” (Mark with a K Remix)                  | 3:31                                                        |

| Digital download / media strumieniowe – LMNTZ & De Bromeo’s Remix | Digital download / media strumieniowe – LMNTZ & De Bromeo’s Remix | Digital download / media strumieniowe – LMNTZ & De Bromeo’s Remix |
| Nr                                                                | Tytuł utworu                                                      | Długość                                                           |
| ----------------------------------------------------------------- | ----------------------------------------------------------------- | ----------------------------------------------------------------- |
| 1.                                                                | „Kom wat dichterbij” (LMNTZ & De Bromeo’s Remix)                  | 4:04                                                              |

## Notowania
| Terytorium | Notowanie                         | Pozycja | Źr.   |
| ---------- | --------------------------------- | ------- | ----- |
| Belgia     | Ultratop 50 Singles (Flandria)    | 1       | [ 3 ] |
| Belgia     | Ultratop 50 Airplay (Flandria)    | 1       | [ 3 ] |
| Belgia     | Ultratop 50 Dance (Flandria)      | 6       | [ 3 ] |
| Belgia     | Ultratop Vlaamse top 50 (Walonia) | 1       | [ 3 ] |

| Terytorium | Notowanie                           | Pozycja | Źr.   |
| ---------- | ----------------------------------- | ------- | ----- |
| Belgia     | Ultratop Jaaroverzichten (Flandria) | 2       | [ 8 ] |

## Certyfikaty
| Kraj         | Certyfikat         | Sprzedaż | Źr.   |
| ------------ | ------------------ | -------- | ----- |
| Belgia (BEA) | 3× Platynowa płyta | 60 000+  | [ 9 ] |

## Historia wydania
| Obszar     | Data            | Format                      | Wersja                    | Wytwórnia                                             | Źr.    |
| ---------- | --------------- | --------------------------- | ------------------------- | ----------------------------------------------------- | ------ |
| Cały świat | 11 czerwca 2020 | digital download, streaming | LMNTZ & De Bromeo’s Remix | Medialaan, InMediate International                    | [ 7 ]  |
| Cały świat | 11 czerwca 2020 | digital download, streaming | Mark with a K Remix       | Medialaan, InMediate International                    | [ 6 ]  |
| Cały świat | 14 maja 2020    | digital download, streaming | wersja instrumentalna     | Medialaan, InMediate International, CNR Music         | [ 10 ] |
| Holandia   | 14 maja 2020    | digital download, streaming | wersja instrumentalna     | Medialaan, InMediate International, Cloud 9 Recording | [ 5 ]  |
| Holandia   | 8 maja 2020     | digital download, streaming | oryginał                  | Medialaan, InMediate International, Cloud 9 Recording | [ 2 ]  |
| Cały świat | 13 marca 2020   | digital download, streaming | oryginał                  | Medialaan, InMediate International                    | [ 1 ]  |